# 重ウラン酸ナトリウム
重ウラン酸ナトリウム (Na2U2O7·6H2O) はウランの塩である。重ウラン酸アンモニウムと同じく初期のイエローケーキの主成分であり、その比率は操業条件により異なっていた。現在では「イエローケーキ」は各種ウラン酸化物の混合物を指す語になっており、必ずしも黄色ではなくなっている。英名の "Sodium diuranate" から SDU とも呼ばれる。かつては磁器製の義歯に本物の歯のような蛍光を持たせるために用いられたり、陶磁器の釉薬に混ぜてアイボリーから黄色を出すために用いられた。これらの用途には酸化セリウムと混ぜて用いられ、ウランは重量にして0.008 - 0.1%、平均して0.02%程度含まれていた。1980年代終わりには使われなくなった。
古典的なウラン精製法では、閃ウラン鉱を粉砕して硫酸と硝酸の混合液に溶解してウランを硫酸ウラニルとして抽出していた。ここに水酸化ナトリウムを加えると、ウランが重ウラン酸ナトリウムとして沈殿する。ウラン鉱からのウラン精製は、現在では溶媒抽出法やイオン交換、揮発法に置き換えられている。
また、ウランガラス（ワセリングラスとも）の製造にも広く使われていた。これはナトリウム塩は二酸化ケイ素に溶け込みやすいからである。
直接イエローケーキのような粗製錬品を得るウラン採鉱法として、ウラン鉱床に抽出液を注入して浸出させた溶液からイエローケーキを得る in-situ リーチング法などがある。
ウラン酸化物またはウラニル酸化物と塩素酸ナトリウム、あるいは酢酸ウラニルナトリウムや炭酸ウラニルナトリウムを熱すると重ウラン酸ナトリウムの非晶質固体が得られる。結晶を得るには溶融塩化ナトリウムに少量の八酸化三ウランまたは非晶質重ウラン酸ナトリウムを加えたのち徐冷して結晶化させる。赤みを帯びた黄色から緑みを帯びた黄色の柱状または葉状の結晶が得られる。